# Murilo Fischer

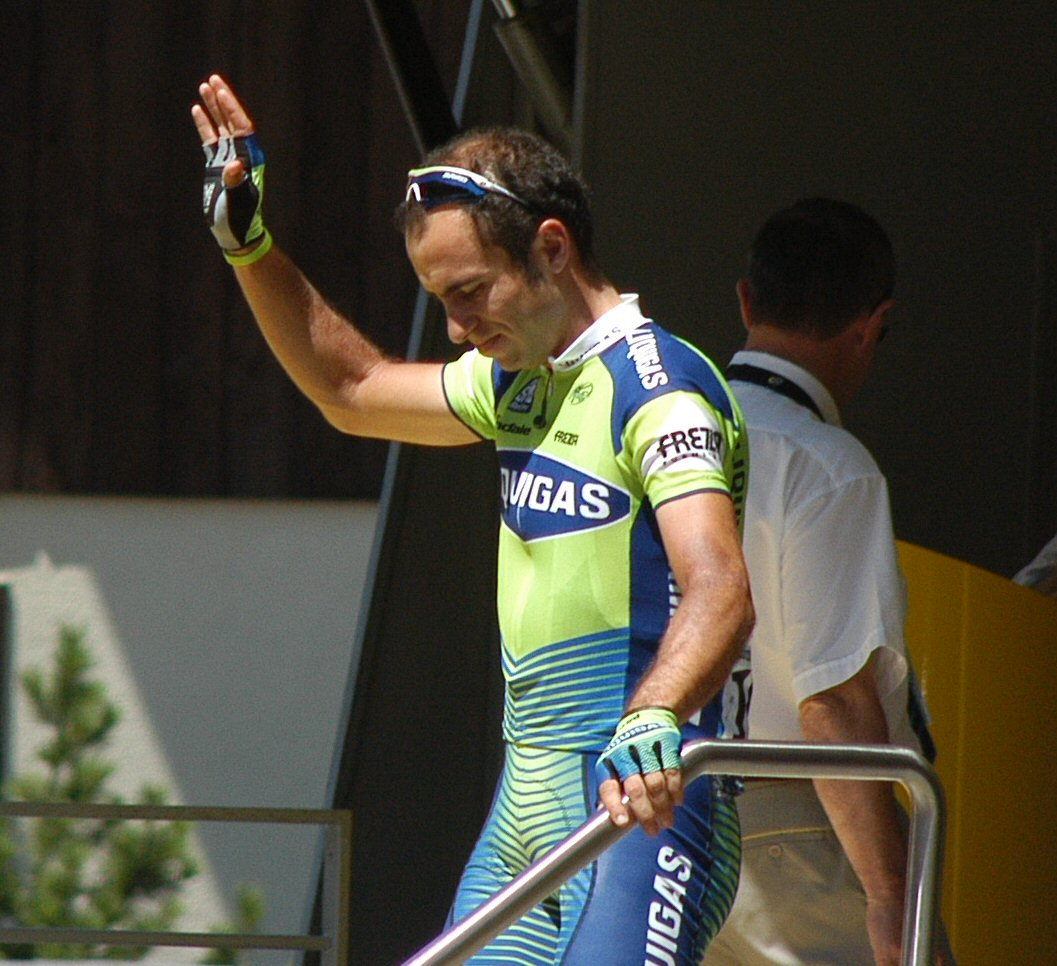
Murilo Fischer no Tour de France 2007.

Murilo Antonio Fischer (Brusque, 16 de junho de 1979) é um ciclista profissional brasileiro, atualmente competindo pela Française des Jeux, equipe que faz parte do UCI ProTour.

## Carreira
Fischer iniciou sua carreira em uma equipe de mountain bike, em 1996. Entre 1997 e 2001, competiu por equipes brasileiras, conquistando várias vitórias, como o bicampeonato do Torneio de Verão de Ciclismo (1999 e 2001) e a Prova Ciclística 9 de Julho de 2000. Em 2002 e 2003, competiu na Europa por uma equipe amadora italiana, IMA - Brugnotto.
Antes de ir para a Garmin, Fischer havia competido toda sua carreira profissional por equipes italianas, começando com a Domina Vacanze em 2004, e depois com a Naturino-Sapore di Mare, equipe Pro Continental da UCI, nas temporadas de 2005 e 2006. Na Naturino-Sapore di Mare, Fischer provou sua consistência em uma temporada ao ganhar o UCI Europe Tour 2004-2005, ficando neste ano em 10º lugar no CQ Ranking (ranking não oficial). Em 2007, Fischer subiu ao ProTour ao assinar com a Liquigas. 
Fischer é o único brasileiro a ter completado por três vezes o Tour de France e quatro vezes o Giro d'Italia. É o único brasileiro a ter completado dois Grand Tours e o segundo brasileiro (depois de Luciano Pagliarini) a ganhar uma etapa de uma corrida do UCI World Tour (Tour de Pologne de 2007).
Em 3 de janeiro de 2010, Fischer assinou um contrato com a Garmin-Transitions para ser parte do trem de embalo para Tyler Farrar nessa temporada. Ao fim do ano, a equipe se fundiu com a equipe Cervélo Test Team, com Fischer permanecendo na equipe.
Além de suas principais vitórias, Fischer também se destaca por um 5º lugar no Campeonato Mundial de Ciclismo em Estrada de 2005, um 3º lugar na etapa 11 do Tour de France 2007 e o 4º lugar na Vattenfall Cyclassics de 2008.
Em 2012, participou da prova de estrada dos Jogos Olímpicos de Londres, onde terminou na 32º colocação. Para o ano de 2013, após 3 anos na Garmin, Murilo assinou por 2 anos com a FDJ-Big Mat.

## Principais resultados
1999
1º  Classificação Geral do Torneio de Verão
2000
1º - Prova Ciclística 9 de Julho
2º - Volta do Rio de Janeiro
5º - Classificação Geral da Volta de Santa Catarina
1º - Etapas 3 e 4
2001
2º - Copa América de Ciclismo
1º - Etapa 5 da Vuelta del Uruguay
1º  Classificação Geral do Torneio de Verão
1º - Etapas 1, 2, 3 e 4
2002
2º - Classificação Geral do Giro do Rio
1º - Etapa 1
2003
1º -  Campeonato Mundial de Estrada B
2004
6º - Classificação Geral do Tour Down Under
2º - Etapa 5 do Tour de Suisse
6º - Criterium d'Abruzzo
4º - UNIQA Classic
2005
4º - Stausee Rundfahrt
7º - Circuit de Lorraine
2º - Classificação Geral do UNIQA Classic
1º - Etapa 1
1º - Etapa 3
1º - Etapa 3 do Tour of Qinghai Lake
2º - Giro del Lazio
1º - Trofeo Citta di Castelfidardo
3º - Coppa Bernocchi
3º - GP Industria e Commercio Artigianato Carnaghese
1º - GP Industria e Commercio di Prato
5º - Campeonato Mundial de Estrada 2005
1º - Memorial Cimurri
4º - Coppa Sabatini
1º - Gran Premio Bruno Beghelli
1º - Giro del Piemonte
1º - UCI Europe Tour
2006
8º - Giro della Provincia di Lucca
3º - Etapa 3 da Bayern-Rundfahrt
2007
3º - Trofeo Calvia
3º - Etapa 11 do Tour de France
1º - Etapa 5 do Tour de Pologne
2º - GP Industria & Commercio di Prato
2008
4º - GP Industria e Commercio Artigianato Carnaghese
4º - Vattenfall Cyclassics
2009
7º - Giro del Friuli
1º - Giro della Romagna
2010
2º - GP Nobili Rubinetterie / Coppa Citta di Stresa
1º   Campeonato Brasileiro de Ciclismo de Estrada
1º - 4º Desafio Márcio May
2011
4º - Trofeo Inca
1º - Trofeo Magalluf - Palmanova
1º  Campeonato Brasileiro de Ciclismo de Estrada
2012
1º - Etapa 2 do Tour du Qatar (contra-relógio por equipes)
2013
10º - Etapa 21 do Tour de France